# Kościół Chrystusa Króla w Gosławiu
Kościół Chrystusa Króla w Gosławiu – romański kościół rzymskokatolicki znajdujący się w Gosławiu.

## Architektura
Najstarsza część budowli (jednoprzęsłowe prezbiterium) wzniesiona jest z prostokątnej granitowej kostki, nadbudowanej następnie cegłą o wymiarach 26 × 13 × 9 cm; jej ściany były pierwotnie zwieńczone gzymsem. Czworoboczną wieżę oraz korpus zbudowano z głazów narzutowych i cegły.
Prezbiterium nakryte jest sklepieniem gwiaździstym; nad nawą drewniany strop, z polichromowanymi deskami. Ściany od wewnątrz otynkowane lub pobiałkowane. Kościół posiada chór muzyczny, wsparty na czterech filarach.
Prezbiterium oraz nawa przykryte są wspólnym dwuspadowym dachem, krytym dachówką karpiówką. Wieża przykryta została czterospadowym dachem hełmowym, z ośmioboczną latarnią.

## Wyposażenie
Ołtarz przedstawia Chrystusa ukrzyżowanego z symbolami Ewangelistów, z imionami na wstęgach. W emporze znajdują się czynne dziewięciogłosowe organy, wykonane przez firmę Grüneberg. Ambona, z bogato złoconymi ornamentami i rzeźbami, pochodzi z XVIII w.